# Colotois vicinalis
Colotois vicinalis là một loài bướm đêm trong họ Geometridae.